# 洛伦兹变换
洛伦兹变换是观测者在不同惯性参照系之间对物理量进行测量时所进行的转换关系，在数学上表现为一套方程組。洛伦兹变换因其创立者——荷兰物理学家亨德里克·洛伦兹而得名。洛伦兹变换最初用来调和19世纪建立起来的经典电动力学同牛顿力学之间的矛盾，后来成为狭义相对论中的基本方程组。

## 洛伦兹变换的提出
19世纪后期建立了麦克斯韦方程组，标志着经典电动力学取得了巨大成功。然而麦克斯韦方程组在经典力学的伽利略变换下并不是协变的。
由麦克斯韦方程组可以得到电磁波的波动方程，由波动方程解出真空中的光速是一个常数。按照经典力学的时空观，这个结论应当只在某个特定的惯性参照系中成立，这个参照系就是以太。其它参照系中测量到的光速是以太中光速与观察者所在参照系相对以太参照系的速度的矢量叠加。然而1887年的迈克耳孙-莫雷实验测量不到地球相对于以太参照系的运动速度。1904年，洛伦兹提出了洛伦兹变换用于解释迈克耳孙-莫雷实验的结果。根据他的设想，观察者相对于以太以一定速度运动时，长度在运动方向上发生收缩，抵消了不同方向上的光速差异，这样就解释了迈克耳孙-莫雷实验的零结果。

## 洛伦兹变换的数学形式

沿着快速加速的观察者的世界线来看的时空。
竖直方向表示时间。水平方向表示距离，虚划线是观察者的时空轨迹（“世界线”）。图的下四分之一表示观察者可以看到的事件。上四分之一表示光锥- 将可以看到观察者的事件点。小点是时空中的任意的事件。
世界线的斜率（从竖直方向的偏离）给出了相对于观察者的速度。注意看时空的图像随着观察者加速时的变化。

洛伦兹提出洛伦兹变换是基于以太存在的前提的，然而以太被证实是不存在的，根据光速不变原理，相对于任何惯性参照系，光速都具有相同的数值。爱因斯坦据此提出了狭义相对论。在狭义相对论中，空间和时间并不相互独立，而是一个统一的四维时空整体，不同惯性参照系之间的变换关系式与洛伦兹变换在数学表达式上是一致的，即：
{\displaystyle {\begin{cases}x'={\frac {x-vt}{\sqrt {1-{\frac {v^{2}}{c^{2}}}}}}\\y'=y\\z'=z\\t'={\frac {t-{\frac {v}{c^{2}}}x}{\sqrt {1-{\frac {v^{2}}{c^{2}}}}}}\end{cases}}}
其中x、y、z、t分别是惯性坐标系Σ下的坐标和时间，x'、y'、z'、t'分别是惯性坐标系Σ'下的坐标和时间。v是Σ'坐标系相对于Σ坐标系的运动速度，方向沿x轴。
由狭义相对性原理，只需在上述洛伦兹变换中把v变成-v，x'、y'、z'、t'分别与v, x、y、z、t互换，就得到洛伦兹变换的反变换式：
{\displaystyle {\begin{cases}x={\frac {x'+vt'}{\sqrt {1-{\frac {v^{2}}{c^{2}}}}}}\\y=y'\\z=z'\\t={\frac {t'+{\frac {v}{c^{2}}}x'}{\sqrt {1-{\frac {v^{2}}{c^{2}}}}}}\end{cases}}}
洛伦兹变换是高速运动的宏观物体在不同惯性参照系之间进行時空座標变换的基本规律。当相对速度v远远小于光速c时，洛伦兹变换退化为经典力学中的伽利略变换:
{\displaystyle {\begin{cases}x'=x-vt\\y'=y\\z'=z\\t'=t\end{cases}}}
所以，狭义相对论与经典力学并不矛盾，狭义相对论将经典力学扩展到了宏观物体在一切运动速度下的普遍情况，经典力学只是相对论在低速时（v远远小于c）的近似情况。一般在处理运动速度不太高的物体时（如天体力学中计算行星的运行轨道），不需考虑到相对论效应，因为用相对论进行处理时计算往往变得非常繁琐，而结果与经典情况相差不大。当处理高速运动的物理时，比如高能加速器中的电子，则必须要考虑相对论效应对结果带来的修正。

## 洛伦兹变换的四维形式
在狭义相对论中，某一事件可以用带有四个参数的时空坐标（t,x,y,z）来描述，洛伦兹变换就是在不同惯性参考系中观察同一事件的时空坐标变换关系，并且是满足四维空间中时间间隔 s2:=c2t2-x2-y2-z2 不变的变换。如果将x、y、z记成x1、x2、x3，并且令：
{\displaystyle {\begin{cases}x^{0}=ct\\x^{\prime }{}^{0}=ct^{\prime }\end{cases}}}
那么洛伦兹变换可以写成如下的矩阵形式：
{\displaystyle {\begin{bmatrix}x^{\prime }{}^{0}\\x^{\prime }{}^{1}\\x^{\prime }{}^{2}\\x^{\prime }{}^{3}\end{bmatrix}}={\begin{bmatrix}\gamma &-\beta \gamma &0&0\\-\beta \gamma &\gamma &0&0\\0&0&1&0\\0&0&0&1\\\end{bmatrix}}{\begin{bmatrix}x^{0}\\x^{1}\\x^{2}\\x^{3}\end{bmatrix}}}
其中
{\displaystyle \beta ={\frac {v}{c}},\quad \gamma ={\frac {1}{\sqrt {1-\beta ^{2}}}}={\frac {1}{\sqrt {1-{\frac {v^{2}}{c^{2}}}}}}}，{\displaystyle \gamma } 被称为洛伦兹因子。

## 勞侖茲變換的推導
相對原則和光速不變的物理原則是狭義相對論通常的出發點（例：愛因斯坦最初對勞侖茲變換的推導）。實际上勞侖茲變換并不取决於光的物理性質：最重要的是粒子間的作用的局域性：一粒子對另外一粒子的影响作用不能任意快地傳递，而作用傳递的最高速度必須在所有参照系都是一樣的速度。此最高速度剛好等於真空中光速。

### 从群論出發的推導
所有参照系間轉换以轉换叠加作為乘法組成一個群。它們符合以下公理：
1. 閉合：两個參照系轉换叠加得另外一轉换。以{\displaystyle [K\to K^{\prime }]}寫{\displaystyle K}到{\displaystyle K^{\prime }}。那對任意三個参照系{\displaystyle [K\to K^{\prime \prime }]=[K\to K^{\prime }][K^{\prime }\to K^{\prime \prime }]}
2. 結合律：{\displaystyle [K\to K^{\prime }]\left([K^{\prime }\to K^{\prime \prime }][K^{\prime \prime }\to K^{\prime \prime \prime }]\right)=\left([K\to K^{\prime }][K^{\prime }\to K^{\prime \prime }]\right)[K^{\prime \prime }\to K^{\prime \prime \prime }]}
3. 單位元：存在保留參照系的單位轉换{\displaystyle [K\to K]}
4. 逆元：對任何參照系轉换{\displaystyle [K\to K^{\prime }]}都有返回原本參照系的轉换{\displaystyle [K^{\prime }\to K]}

### 符合群公理的轉换矩陣
考慮两個參照系{\displaystyle K}和{\displaystyle K^{\prime }}，{\displaystyle K^{\prime }}的原點相對{\displaystyle K}原點速度為{\displaystyle v}（設運動方向為{\displaystyle z}方向，以下忽略無關的{\displaystyle x}和{\displaystyle y}方向）。出於時空的均勻性勞侖茲變換必須保留慣性運動，因此它必須是一個綫性轉换而可以以矩陣表示：
{\displaystyle {\begin{pmatrix}t^{\prime }\\z^{\prime }\end{pmatrix}}={\begin{pmatrix}\Lambda _{11}&\Lambda _{12}\\\Lambda _{21}&\Lambda _{22}\end{pmatrix}}{\begin{pmatrix}t\\z\end{pmatrix}}}
以上{\displaystyle \Lambda _{ij}}是有待計算的矩陣元。它們是相對速度{\displaystyle v}的函數。
參照系{\displaystyle K^{\prime }}的原点{\displaystyle O^{\prime }}在參照系{\displaystyle K}的運動：
{\displaystyle {\begin{pmatrix}t^{\prime }\\0\end{pmatrix}}={\begin{pmatrix}\Lambda _{11}&\Lambda _{12}\\\Lambda _{21}&\Lambda _{22}\end{pmatrix}}{\begin{pmatrix}t\\vt\end{pmatrix}}}
得
{\displaystyle \Lambda _{21}+v\,\Lambda _{22}=0}
同樣參照系{\displaystyle K}的原点{\displaystyle O}在參照系{\displaystyle K^{\prime }}的運動：
{\displaystyle {\begin{pmatrix}t^{\prime }\\-vt^{\prime }\end{pmatrix}}={\begin{pmatrix}\Lambda _{11}&\Lambda _{12}\\\Lambda _{21}&\Lambda _{22}\end{pmatrix}}{\begin{pmatrix}t\\0\end{pmatrix}}}
得
{\displaystyle \Lambda _{21}+v\,\Lambda _{11}=0}
因此主斜两項相等且可称为{\displaystyle \gamma \equiv \Lambda _{11}=\Lambda _{22}\,}。還有{\displaystyle \Lambda _{21}=-v\,\gamma }：
{\displaystyle {\begin{pmatrix}t^{\prime }\\z^{\prime }\end{pmatrix}}={\begin{pmatrix}\gamma &\Lambda _{12}\\-v\gamma &\gamma \end{pmatrix}}{\begin{pmatrix}t\\z\end{pmatrix}}}
因為{\displaystyle t^{\prime }=\gamma t}，{\displaystyle \gamma }的意義就是時間膨脹的因子。因為時空的各向同性，{\displaystyle \gamma }只能取决於速度而不取决於方向。也就是說{\displaystyle \gamma (-v)=\gamma (v)}。
群元可逆因此取逆矩陣：
{\displaystyle {\begin{pmatrix}t\\z\end{pmatrix}}={\frac {1}{\gamma ^{2}+\Lambda _{12}v\gamma }}{\begin{pmatrix}\gamma &-\Lambda _{12}\\v\gamma &\gamma \end{pmatrix}}{\begin{pmatrix}t^{\prime }\\z^{\prime }\end{pmatrix}}}
當然逆轉换只等同於反方向同速的轉换。運用上段{\displaystyle \gamma }的性質
{\displaystyle {\frac {1}{\gamma ^{2}+\Lambda _{12}v\gamma }}{\begin{pmatrix}\gamma &-\Lambda _{12}\\v\gamma &\gamma \end{pmatrix}}={\begin{pmatrix}\gamma &-\Lambda _{12}\\v\gamma &\gamma \end{pmatrix}}}
每項比較得到：
{\displaystyle \gamma ^{2}+\Lambda _{12}v\gamma =1}
從群的閉合性要求連續两次轉换等於以速度和的單次轉换。也就是說两個矩陣的積：
{\displaystyle {\begin{pmatrix}\gamma ^{\prime }&\Lambda _{12}^{\prime }\\-v^{\prime }\gamma ^{\prime }&\gamma ^{\prime }\end{pmatrix}}{\begin{pmatrix}\gamma &\Lambda _{12}\\-v\gamma &\gamma \end{pmatrix}}={\begin{pmatrix}\gamma ^{\prime }\gamma -\Lambda _{12}^{\prime }v\gamma &\gamma ^{\prime }\Lambda _{12}+\gamma \Lambda _{12}^{\prime }\\-\gamma ^{\prime }\gamma (v+v^{\prime })&\gamma ^{\prime }\gamma -v^{\prime }\gamma ^{\prime }\Lambda _{12}\end{pmatrix}}}
必須擁有同樣的矩陣型式。這意味着主斜綫上两項相等。因此以下比例：
{\displaystyle \kappa \equiv {\frac {\Lambda _{12}}{v\gamma }}={\frac {\Lambda _{12}^{\prime }}{v^{\prime }\gamma ^{\prime }}}}
必須是一個和参照系相對速度{\displaystyle v}無關的常数。
插入較前等式得{\displaystyle \gamma }的定義：
{\displaystyle \gamma ={\frac {1}{\sqrt {1+\kappa v^{2}}}}}
而最廣泛的勞侖茲變換矩陣型式為：
{\displaystyle {\frac {1}{\sqrt {1+\kappa v^{2}}}}{\begin{pmatrix}1&\kappa v\\-v&1\end{pmatrix}}}
到這裡{\displaystyle c^{2}={\frac {1}{|\kappa |}}}就是轉换的不變速度。如果{\displaystyle \kappa \,>0}，c是一個速度的下限。這明顯與物理現實不符。因此{\displaystyle \kappa \leq 0}。但還可以分成{\displaystyle \kappa \,=0}和{\displaystyle \kappa \,<0}两種情形：

### 伽利略轉换
{\displaystyle \kappa =0}得伽利略轉換矩陣：
{\displaystyle {\begin{pmatrix}t^{\prime }\\z^{\prime }\end{pmatrix}}={\begin{pmatrix}1&0\\-v&1\end{pmatrix}}{\begin{pmatrix}t\\z\end{pmatrix}}}
在此情况下時間是絕對的：{\displaystyle t^{\prime }=t}。

### 勞侖茲變換
在更一般{\displaystyle c={\frac {1}{\sqrt {-\kappa }}}<\infty }的情况就得到先前的勞侖茲變換矩陣：
{\displaystyle {\begin{pmatrix}t^{\prime }\\z^{\prime }\end{pmatrix}}={\frac {1}{\sqrt {1-{\frac {v^{2}}{c^{2}}}}}}{\begin{pmatrix}1&-{\frac {v}{c^{2}}}\\-v&1\end{pmatrix}}{\begin{pmatrix}t\\z\end{pmatrix}}}
{\displaystyle c}是在所有參照系內不變的速度上限。
到底世界是属于{\displaystyle \kappa =0}還是{\displaystyle \kappa <0}類型是最終只能靠實驗驗證。例如迈克耳孙-莫雷实验。

## 速度變換公式
由洛伦兹变换可以得到相对论的速度变换公式。设ux、uy、uz分别是物体在惯性坐标系Σ下沿各坐标轴的速度分量，u'x、u'y、u'z分别是物体在惯性坐标系Σ'下沿各坐标轴的速度分量，那么：
{\displaystyle u'_{x}={\frac {u_{x}-v}{1-{\frac {vu_{x}}{c^{2}}}}}}
{\displaystyle u'_{y}={\frac {u_{y}{\sqrt {1-{\frac {v^{2}}{c^{2}}}}}}{1-{\frac {vu_{x}}{c^{2}}}}}}
{\displaystyle u'_{z}={\frac {u_{z}{\sqrt {1-{\frac {v^{2}}{c^{2}}}}}}{1-{\frac {vu_{x}}{c^{2}}}}}}
如果把v变成-v，ux、uy、uz分别与u'x、u'y、u'z互换，就得到上述速度变换的反变换式。
当速度v远小于光速时，上述速度变换式退化为经典的速度变换式：
{\displaystyle u'_{x}=u_{x}-v}
{\displaystyle u'_{y}=u_{y}}
{\displaystyle u'_{z}=u_{z}}

## 其他物理量的變換
對於有著類時分量{\displaystyle A}和類空分量{\displaystyle \mathbf {Z} =(Z_{x},Z_{y},Z_{z})}的四維向量{\displaystyle (A,\mathbf {Z} )}，其閔考斯基範（Minkowski norm）是洛伦兹不變量（Lorentz invariant）：
{\displaystyle A^{2}-\mathbf {Z} \cdot \mathbf {Z} =A'^{2}-\mathbf {Z} '\cdot \mathbf {Z} '}。
所以我們可以仿照四維位置的洛伦兹變換，寫出一般四維向量的洛伦兹變換：
{\displaystyle {\begin{aligned}A'&=\gamma \left(A-\mathbf {Z} \cdot {\boldsymbol {\beta }}\right){\mbox{，}}\\\mathbf {Z} '&=\mathbf {Z} +(\gamma -1)(\mathbf {Z} \cdot \mathbf {n} )\mathbf {n} -\gamma A{\boldsymbol {\beta }}{\mbox{，}}\end{aligned}}}
其中{\textstyle {\boldsymbol {\beta }}=\mathbf {v} /c=v\mathbf {n} /c}，{\textstyle \mathbf {n} }是{\displaystyle \mathbf {v} }方向上的單位向量。{\displaystyle \mathbf {Z} }（和{\displaystyle \mathbf {Z} '}）分解成垂直{\displaystyle \mathbf {v} }方向和平行於{\displaystyle \mathbf {v} }方向的方法與位置向量的分解方法相同。取得逆變換的方法也是與四維位置的情況相同，就是交換{\displaystyle (A,\mathbf {Z} )}與{\displaystyle (A',\mathbf {Z} ')}，然後使用相反的相對運動方向，即{\displaystyle \mathbf {n} \mapsto -\mathbf {n} }。
常見的四維向量如下表：
| 四維向量     | {\displaystyle A}                                        | {\displaystyle \mathbf {Z} }          |
| ------------ | -------------------------------------------------------- | ------------------------------------- |
| 四維位置     | 時間（乘以{\displaystyle c}）{\displaystyle ct}          | 位置向量 {\displaystyle \mathbf {r} } |
| 四維動量     | 能量（除以{\displaystyle c}）{\displaystyle E/c}         | 動量 {\displaystyle \mathbf {p} }     |
| 四維波向量   | 角頻率（除以{\displaystyle c}）{\displaystyle \omega /c} | 波向量 {\displaystyle \mathbf {k} }   |
| 四維自旋     | （無名稱）{\displaystyle s_{\text{t}}}                   | 自旋 {\displaystyle \mathbf {s} }     |
| 四維電流密度 | 電荷密度（乘以{\displaystyle c}）{\displaystyle \rho c}  | 電流密度 {\displaystyle \mathbf {j} } |
| 四維電磁位勢 | 電位（除以{\displaystyle c}）{\displaystyle \phi /c}     | 磁向量位 {\displaystyle \mathbf {A} } |

## 洛伦兹变换的几何理解
在平面几何，一个向量在某坐标系统为{\displaystyle (x,y)}。如果我們在原点以{\displaystyle \theta }顺时针旋转原本坐标轴做新的坐标系统。在新系统内，同一向量坐标为:{\displaystyle (x^{\prime },y^{\prime })}：
{\displaystyle {\begin{bmatrix}x^{\prime }\\y^{\prime }\end{bmatrix}}={\begin{bmatrix}\cos \theta &\sin \theta \\-\sin \theta &\cos \theta \end{bmatrix}}{\begin{bmatrix}x\\y\end{bmatrix}}}
当然雖然向量的坐标在不同坐标系统里面不一样，它的長度不变：{\displaystyle (x^{\prime })^{2}+(y^{\prime })^{2}=(x)^{2}+(y)^{2}}。
另外如果我們以另外角度{\displaystyle \phi }再旋转一次，那向量新坐标和原坐标关系为：
{\displaystyle {\begin{bmatrix}x^{\prime \prime }\\y^{\prime \prime }\end{bmatrix}}={\begin{bmatrix}\cos(\theta +\phi )&\sin(\theta +\phi )\\-\sin(\theta +\phi )&\cos(\theta +\phi )\end{bmatrix}}{\begin{bmatrix}x\\y\end{bmatrix}}}
即：连续的转角可加。
我們可以相似般把洛伦兹变换看成一种类似的坐标旋转。定義快度{\displaystyle w={\text{arctanh}}\beta }。那以上洛伦兹变换公式可以写成（略去不受影响的{\displaystyle x^{2}}和{\displaystyle x^{3}}）：
{\displaystyle {\begin{bmatrix}x^{\prime }{}^{0}\\x^{\prime }{}^{1}\end{bmatrix}}={\begin{bmatrix}\cosh w&-\sinh w\\-\sinh w&\cosh w\end{bmatrix}}{\begin{bmatrix}x^{0}\\x^{1}\end{bmatrix}}}
也就是說：洛倫兹變換數學上等同於雙曲角旋轉。此坐标“旋转”中类似“長度”的不变量是：
{\displaystyle (x^{\prime }{}^{0})^{2}-(x^{\prime }{}^{1})^{2}=(x^{0})^{2}-(x^{1})^{2}}。
如果我們先转换到相对原本參考系统速度为{\displaystyle \beta _{21}}的參考系统，然后再转换到相对第二個參考系统速度为{\displaystyle \beta _{32}}的參考系统。令{\displaystyle w_{21}={\text{arctanh}}\beta _{21}}、{\displaystyle w_{32}={\text{arctanh}}\beta _{32}}。那么在原本參考系统坐标为{\displaystyle (x^{0},x^{1})}的事件在两次转换后參考系统内坐标{\displaystyle (x^{\prime \prime }{}^{0},x^{\prime \prime }{}^{1})}为：
{\displaystyle {\begin{bmatrix}x^{\prime \prime }{}^{0}\\x^{\prime \prime }{}^{1}\end{bmatrix}}={\begin{bmatrix}\cosh(w_{21}+w_{32})&-\sinh(w_{21}+w_{32})\\-\sinh(w_{21}+w_{32})&\cosh(w_{21}+w_{32})\end{bmatrix}}{\begin{bmatrix}x^{0}\\x^{1}\end{bmatrix}}}
所以我们发现洛伦兹变换里直接相加的数量不是速度{\displaystyle \beta }而是这个类似角度的{\displaystyle w={\text{arctanh}}\beta }。日常经验我們使用的伽利略變換把速度直接相加减。这是因为在速度遠小於光速（{\displaystyle \beta \ll 1}）的时候{\displaystyle w}近似速度{\displaystyle w\simeq \beta }。
当然我们也可以直接从原本的參考系统直接转换到最后的參考系统。如果两者速度为{\displaystyle \beta _{31}}，那么
{\displaystyle {\begin{aligned}w_{31}&=w_{21}+w_{32}\\\tanh w_{31}&=\tanh(w_{21}+w_{32})={\frac {\tanh w_{21}+\tanh w_{32}}{1+\tanh w_{21}\tanh w_{32}}}\\\beta _{31}&={\frac {\beta _{21}+\beta _{32}}{1+\beta _{21}\beta _{32}}}\end{aligned}}}
因此得到相對论速率加法公式。